# Judge Jules
Judge Jules (cuyo verdadero nombre es Julius O'Riordan nacido el 26 de octubre de 1966 en Londres, Reino Unido) es un DJ británico de música dance. Debido a su carrera como DJ y a su popular programa de radio ha alcanzado un reconocimiento mundial no bajando del puesto número 20 en la lista DJMag de los DJs más populares del mundo entre los años 1997 y 2006.
Su programa de radio se caracteriza por sus ingeniosos comentarios y elocuentes charlas entre los temas. En persona suele vestir de manera chillona y un poco hortera mientras pincha en los clubs.

## Vida personal
Jules estudió Economía en la universidad de Londres y posteriormente Derecho. Durante su época universitario, empezó a organizar pequeñas fiestas donde él era el DJ. El hecho de que estuviese estudiando Derecho le llevó al que es su nombre artístico: Judge Jules.

## Carrera como DJ y programas de radio
Judge Jules se convirtió en DJ profesional en 1987 ascendiendo rápidamente en la entonces radio pirata Kiss FM. Desde octubre de 1997 tiene su propio programa de radio en la emisora Radio 1 de la BBC. Al principio su programa se emitía los sábados de 17:00 a 19:00. En 2003, tras la marcha de Seb Fontaine de la emisora, su programa cambió de 19:00 a 21:00.
Durante esos cuatro años, Judge Jules pinchó una mezcla de temas comerciales y alternativos. En la primera parte del show, los Cut-Up Boy solían hacer un set de diez minutos mezclando varios temas dance junto a acappellas. El resto de la primera hora Jules ponía música house y durante la segunda, trance, aunque la música podía variar si se emitía desde fuera del estudio.
En septiembre de 2007, el programa de radio cambió de horario a de 01:00 a 03:00 de la mañana del sábado. Debido a los bolos de Judge Jules en esa hora, su programa era pregrabado en vez de en directo. Desde septiembre de 2008, el programa se adelantó 2 horas de 23:00 a 01:00, la razón era la ida de Dave Pearce, cuyo programa Dance Anthems cambió a BBC 6 Music.
Su programa de radio atrae a una amplia variedad de público debido a la retransmisión por Internet a todo el mundo. De la misma forma, es responsable de la popularidad de muchos temas trance en el Reino Unido y es un pionero de la música dance comercial contemporánea. Muchos productores le envían sus temas para que los ponga en su programa, según lo indicado en su página web, recibe entre 250 y 300 promos cada semana.

## Judgement Sundays
Judge Jules organiza las fiestas de los domingos en el club Eden de Ibiza, llamadas Judgement Sundays, anunciadas como la fiesta con más gente de San Antonio. Estas fiestas se dan durante toda la temporada estival, comenzando en junio y terminando en septiembre, debido a su trabajo, Judge Jules tiene una segunda casa en Ibiza.

## Discografía

### Recopilatorios (Mezclados por Judge Jules)
- 1990 The 1990 MixMag /Kiss FM Mastermixes Track 1
- 1993 Journeys By DJ Volume 2: In The Mix With Judge Jules
- 1995 Essential Mix 3 Disc 2
- 1995 A Retrospective Of House 91'-95' Volume 1 Disc 2
- 1995 A Retrospective Of House 91'-95' Volume 2 Disc 1
- 1995 Havin' It Dancefloor Classics Volume One
- 1995 The Sperm Bank
- 1995 Journeys By DJ Dance Wars Disc 1
- 1996 Manifesto Monster Mix (With Luke Neville)
- 1997 Ministry Of Sound Classics
- 1997 Ministry Of Sound Dance Nation 3 Disc 2
- 1997 Ministry Magazine  Presents Hooj Choons
- 1998 Ministry Of Sound Clubbers Guide To. .. Ibiza Disc 2
- 1998 Ministry Of Sound The Ibiza Annual Disc 1
- 1998 Ministry Magazine Presents The Annual IV - Six Track Sampler
- 1998 Ministry Of Sound The Annual IV Disc 1
- 1999 Ministry Of Sound Clubber's Guide To. .. Ninety Nine
- 1999 Ministry Of Sound Clubber's Guide To. .. Ibiza - Summer Ninety Nine
- 1999 Ministry Of Sound The Ibiza Annual - Summer Ninety Nine Disc 1
- 1999 Ministry Of Sound The Annual - Millennium Edition Disc 1
- 2000 Ministry Of Sound Clubber's Guide To. .. 2000
- 2000 Ministry Of Sound The Annual 2000 Disc 1
- 2000 Ministry Of Sound Clubber's Guide To. .. Ibiza - Summer 2000
- 2000 Ministry Magazine Presents Superstar DJs Judge Jules
- 2000 Ministry Of Sound The Ibiza Annual - Summer 2000 Disc 1
- 2001 Clubbed
- 2002 Clubbed 2002
- 2002 Judge Jules Presents Tried & Tested
- 2003 Judgement Sundays - Ibiza 2003
- 2003 Ministry Of Sound Trance Nation Anthems
- 2003 Ministry Of Sound Trance Nation Harder
- 2004 Judgement Sundays 2004
- 2004 Ministry Of Sound Trance Nation Electric
- 2004 The Very Best Of Tried & Tested Euphoria
- 2005 Judgement Euphoria
- 2006 The Global Warm Up Mix CD
- 2006 Ministry Of Sound Judgement Sundays - The True Sound Of Ibiza
- 2007 Ministry Of Sound Judgement Sundays 2007
- 2007 Gatecrasher Immortal
- 2007 Pacha Sharm, ministry of sound feat Mohamed ali hussein aka DJ Moeali
- 2008 Ministry Of Sound Judgement Sundays - The Mix 2008

## Clubs
Judge Jules pincha regularmente en diversos clubs del Reino Unido:
- Ministry Of Sound
- Godskitchen (usually Birmingham)
- Gatecrasher (different venues)
- Escape (Swansea)
- Jonny Mehrs Palace  (Skipton)
- Evolution (Cardiff
- Liquid (Cardiff)
- Garlands (Liverpool)
- Kelly's (Portrush, NI)
- The Coach (Banbridge, NI)
- The Arches (Glasgow)
- The Honey Club (Brighton)
- The Syndicate (Blackpool)
- Tramps (España, Tenerife)
- BCM planet dance(the judgement night)

Y tiene una residencia semanal en Ibiza:
- Judgement Sundays en Eden Ibiza, San Antonio Abad